# Antonio Cosentino
Antonio Cosentino (* 10. März 1919 in Neapel; † 1993 ebenda) war ein italienischer Segler.

## Erfolge
Antonio Cosentino nahm dreimal an Olympischen Spielen teil. 1952 in Helsinki war er Crewmitglied der Ciocca in der 6-Meter-Klasse, die den achten Platz belegte. Vier Jahre darauf wurde er in Melbourne als Crewmitglied der Twins VIII in der 5,5-Meter-Klasse Siebter. Bei den Olympischen Spielen 1960 in Rom trat er in der Bootsklasse Drachen an. Dabei war er diesmal Skipper des italienischen Bootes, dessen Crew aus Antonio Ciciliano und Giulio De Stefano bestand. In ihrem Boot Venilia belegten sie mit 5704 Punkten den dritten Platz, nur elf Punkte hinter dem argentinischen Boot Tango, und gewannen damit die Bronzemedaille. Olympiasieger wurden die Griechen in der Nirefs. 1963 gewann Cosentino bei den Mittelmeerspielen in Neapel im Starboot die Goldmedaille.